# Just Like You (álbum de Allison Iraheta)
Just Like You es el álbum debut de la cantante y participante de American Idol Allison Iraheta. Fue lanzado el 1 de diciembre de 2009. El primer sencillo fue "Friday I'll Be Over U", producido por Max Martin, debutó en AOL el 5 de octubre de 2009 y se hizo adquirible en descargas digitales el 3 de noviembre de 2009.
El álbum lanzó 3 sencillos: "Friday I'll Be Over U", "Scars" y el dueto "Don't Waste the Pretty" junto a Orianthi; todos con sus respectivos vídeos. El álbum está centrado en el género pop y rock. 

## Lista de canciones
| N.º | Título                   | Escritor(es)                                                                                        | Productor(s)                                            | Duración |  |
| 1.  | «Friday I'll Be Over U»  | Max Martin, Shellback, Savan Kotecha, Tiffany Amber                                                 | Max Martin, Shellback                                   | 3:16     |  |
| 2.  | «Robot Love»             | Heather Bright, Warren "Oak" Felder, Johannes Jørgensen, Sterling Simms, Gary Glitter, Mike Leander | Oak, Uncle Josh, Sterling Simms (additional production) | 2:54     |  |
| 3.  | «Just Like You»          | Martin, Shellback, Kotecha                                                                          | Max Martin, Shellback                                   | 3:36     |  |
| 4.  | «Don't Waste The Pretty» | Michael Dennis Smith, Stefanie Ridel, Miriam Nervo, Olivia Nervo                                    | Howard Benson                                           | 3:33     |  |
| 5.  | «Scars»                  | Toby Gad, Elyssa James                                                                              | Toby Gad                                                | 3:40     |  |
| 6.  | «Pieces»                 | Daniel James, Leah Haywood, Shelly Peiken                                                           | Dreamlab                                                | 3:44     |  |
| 7.  | «D Is for Dangerous»     | Sam Watters, Louis Biancaniello, Michael Biancaniello                                               | Sam Watters, Louis Biancaniello                         | 3:33     |  |
| 8.  | «Holiday»                | Dave Bassett, Dilana Trudy Smith                                                                    | Dave Bassett                                            | 3:44     |  |
| 9.  | «Still Breathing»        | Tommy Henriksen, Chioma Eze                                                                         | Howard Benson                                           | 3:03     |  |
| 10. | «Trouble Is»             | Ron Aniello, Peiken, Aimée Proal                                                                    | Ron Aniello                                             | 4:00     |  |
| 11. | «No One Else»            | Kara DioGuardi, Greg Wells, Pink                                                                    | Greg Wells                                              | 4:00     |  |
| 12. | «Beat Me Up»             | Kevin Rudolf, Jacob Kasher                                                                          | Kevin Rudolf                                            | 2:44     |  |
| 13. | «You Don’t Know Me»      | Allison Iraheta, Mitch Allan, David Bassett, David Hodges                                           | Mitch Allan, David Hodges                               | 2:34     |  |

## Sencillos
| Año  | Título                                    | Ventas |
| ---- | ----------------------------------------- | ------ |
| 2009 | "Friday I'll Be Over U"                   | 54 000 |
| 2010 | "Scars"                                   | 20 000 |
| 2010 | "Don't Waste The Pretty" (feat. Orianthi) | 4000   |